# گمینا نوو دوور گدانگسکی
گمینا نوو دوور گدانگسکی (به لهستانی:  Gmina Nowy Dwór Gdański) یک گمینا در لهستان است که در شهرستان نووه دوور گدانسکی واقع شده‌است. گمینا نوو دوور گدانگسکی ۲۱۳ کیلومتر مربع مساحت و ۱۷٬۸۸۷ نفر جمعیت دارد.

## خواهرخوانده
شهر هنف (زیگ) خواهرخواندهٔ گمینا نوو دوور گدانگسکی هست.